# Wanda Zieleńczyk
Wanda Zieleńczyk, ps. Dziula (ur. 17 lutego 1920 w Warszawie, zm. sierpień 1943 tamże) – poetka, uczestniczka ruchu oporu walcząca w szeregach Gwardii Ludowej.

## Życiorys
Urodziła się w zasymilowanej rodzinie żydowskiej. Była córką Adama Zieleńczyka i Jadwigi z domu Segało, siostrą Marii Turlejskiej i Jadwigi Kocanowej oraz cioteczną siostrą Krzysztofa Kamila Baczyńskiego.
W 1938 rozpoczęła studia na wydziale romanistyki Uniwersytetu Warszawskiego, od 1940 przebywała we Lwowie, gdzie rozpoczęła studia prawnicze. W 1941 powróciła do Warszawy, gdzie przystąpiła do Związku Walki Wyzwoleńczej. Była również działaczką Związku Walki Młodych (jako współorganizatorka), a od 1942 Polskiej Partii Robotniczej. Pracowała przy drukowaniu i kolportowaniu prasy lewicowej. Aresztowana 21 lipca 1943 przez Gestapo wraz z rodzicami i siostrą Jadwigą. Została rozstrzelana w czasie pobytu na Pawiaku (Serbii).
Najbardziej znaną jej pieśnią jest marsz zwany początkowo Pieśnią partyzantów, przyjęty później przez oddziały GL jako Marsz Gwardii Ludowej.

## Upamiętnienie
Była patronką Szkoły Podstawowej nr 189 w Łodzi. W 2019 roku wojewoda łódzki w ramach akcji dekomunizacji wydał zarządzenie zastępcze o wykreśleniu imienia z nazwy szkoły. 
Do 2022 roku była patronką Szkoły Podstawowej nr 77 w Warszawie.